# Notopleura rhelbanensis
Notopleura rhelbanensis är en insektsart som beskrevs av Defaut 1984. Notopleura rhelbanensis ingår i släktet Notopleura och familjen gräshoppor. Inga underarter finns listade i Catalogue of Life.